# Francisco de Ulibarri
Francisco de Ulibarri Veramendi (Abárzuza, ?-Arechavaleta, 30 de mayo de 1872) fue un militar español carlista.

## Biografía
Participó en las tres guerras carlistas: en la primera guerra en el Norte, en la de los Matiners en Cataluña y en la tercera, en la que resultaría muerto en combate.
Cuando el coronel de carabineros Antonio Escoda se comprometió solemnemente a sublevarse con las fuerzas a sus órdenes en 1870, Ulibarri y Díaz de Rada prepararon un movimiento basado en la realización de este compromiso; pero Escoda no cumplió con su palabra, y fracasó el plan. En agosto de 1870, cuando todo el Estado Mayor iba a ser víctima de la traición del coronel Escoda, Ulibarri escribió al sacerdote navarro José Antonio de Alduncín, al que dijo:

«Señor cura, siempre que me he batido, ha sido por ese sombrero de teja que usted lleva».

Preparado de nuevo un alzamiento, se dieron las órdenes oportunas para que en las cuatro provincias se llevara a cabo, y el 1 de mayo de 1872, so el árbol de Guernica, Francisco de Ulibarri, que había sido nombrado comandante general de Vizcaya, se reunió con los jefes de distrito con 4.000 hombres formados en batallones, y Fausto Urquizu, Ramón Echeverri, Serapio de Péstica, José L. M. de Urraburru, Antonio de Arguinzóniz, Juan E. de Orue y otros muchos. Ulibarri expuso entonces el objeto del alzamiento, se nombraron diputados a guerra por el Señorío de Vizcaya a Urquizo y Orue, corregidor interino a Arguinzóniz y consultores a Balaustegui y Aranas.
Hubo después vivas a la Religión, a España, a Carlos VII y a los fueros; se dio posesión de sus cargos a los nombrados, y después de levantar acta de estos hechos, desfilaron las fuerzas.

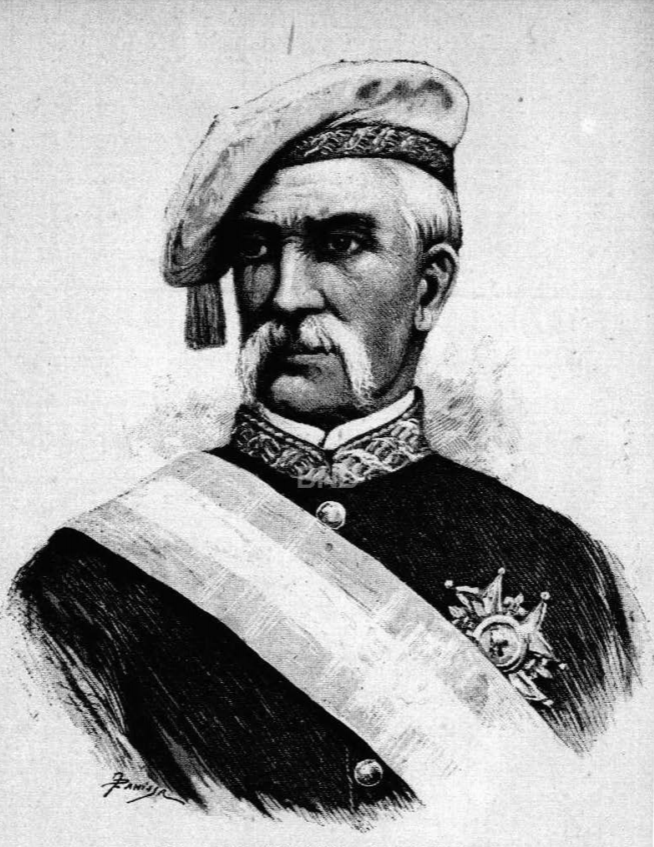
Dibujo de Francisco de Ulibarri con la faja de mariscal de campo.

El 7 de mayo, cerca de Arrigorriaga, se encontraron con una columna que había salido de Bilbao, y roto el fuego, la obligaron a retirarse precipitadamente al pueblo y fortificarse en él. Al amanecer se vieron cercados por todas partes, y cuando la situación se iba haciendo ya muy crítica, llegó una fuerte columna del mismo Bilbao, salvándola de un copo seguro.
El 14 de mayo tuvo lugar el encarnizado combate de Mañaria, en donde los vizcaínos probaron les sobraba valor y les faltaban municiones; pero pocos días después, hallándose en las posiciones de la meseta de la Magdalena y ocupando el barrio de Garibay, a tres kilómetros de distancia de Oñate, se presentó la columna liberal. El combate fue intenso por parte de ambos combatientes, pero a pesar del valor que desplegaron los migueletes y el batallón de cazadores de Mendigorría, no pudieron contener el empuje de los carlistas encabezados por Ulibarri, y los liberales iniciaron pronto su retirada, siendo perseguidos y acosados hasta quedar encerrados en Oñate, dejando en poder de los carlistas un buen número de muertos, heridos, fusiles y 58 prisioneros.
Según Francisco de Paula Oller, que definió esta acción como heroica, los carlistas auxiliaron a sus enemigos en el campo de batalla, a pesar de haber combatido cuerpo a cuerpo haciendo uso de la bayoneta.

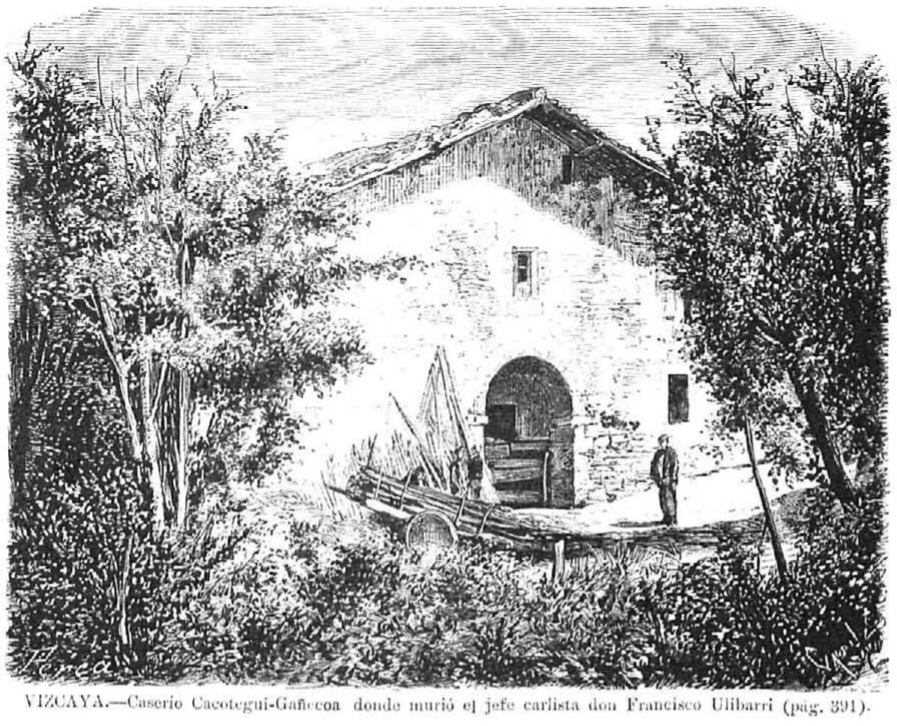
Caserío en el que murió Francisco de Ulibarri.

En la batalla el general Ulibarri recibió una bala en el costado derecho que le hirió mortalmente. Regresó a su batallón sin dar a conocer su herida. Posteriormente fue conducido a un caserío, donde se le hizo la primera cura y luego fue trasladado a la casa llamada Cacotegui-Gañecoa, cerca de Arechavaleta, donde fue preciso amputarle el brazo. Falleció el 30 de mayo a consecuencia de sus heridas y recibió sepultura en Oñate.
Melchor Ferrer afirma que el general Ulibarri «era activo e inteligente y tenía la máxima autoridad por gozar de grandes simpatías». A título póstumo le fue concedido el título de barón de Casa Ulibarri por Don Carlos, quien conservaba en el cuarto de banderas del palacio Loredan el sable que llevaba el día en que fue herido mortalmente y tendría un recuerdo especial hacia él al instituir la fiesta de los Mártires de la Tradición. Fue enterrado en el panteón de generales carlistas de Estella.